# Taxi (Jack)
Taxi is een lied van de Nederlandse rapper Jack. Het werd in 2022 als single uitgebracht en stond in hetzelfde jaar als zevende track op het album Waterman.

## Achtergrond
Taxi is geschreven door Dylan Klomp en Thijs van Egmond en geproduceerd door Thez. Het is een nummer dat past in de genres nederhop met effecten uit de trap. In het lied rapt Jack over hoe zijn leven is als succesvolle rapper. Op de B-kant van de single is een instrumentale versie van het lied te vinden. De single heeft in Nederland de gouden status.

## Hitnoteringen
De artiest had bescheiden succes met het lied in Nederland. Het kwam tot de dertigste plaats van de Single Top 100 in de zeven weken dat het in deze hitlijst te vinden was. De Top 40 en haar Tipparade werden niet bereikt.